# Crystal Mountain
Crystal Mountain est une grande station de sports d'hiver américaine située dans l'État de Washington près de Seattle.
Cette station fut créée en décembre 1962 et accueillit sa première grande compétition de ski alpin en 1965 à l'occasion des championnats nationaux. Dans les années 1970 et 80, elle accueillit également des épreuves de la coupe du monde.
Son domaine skiable est de 9,3 km2, avec contient 9 télésièges et un téléphérique appelé Mt. Rainier Gondola.